# Vigen-Kliffs
Die Vigen-Kliffs sind 1750 m hohe Kliffs im westantarktischen Queen Elizabeth Land. In der Forrestal Range der Pensacola Mountains ragen sie östlich des Gabbro Crest am südöstlichen Rand des Saratoga Table auf.
Das Advisory Committee on Antarctic Names benannte sie 1979 nach Oscar C. Vigen (1921–2000) von der National Science Foundation, der von 1968 bis 1985 für die Finanzplanung der Stiftung zuständig war.